# 滝尾駅
滝尾駅（たきおえき）は、大分県大分市大字津守にある、九州旅客鉄道（JR九州）豊肥本線の駅である。

## 歴史
当初は現在の滝尾駅よりもやや南、現在の敷戸駅に近い位置に駅が設けられる計画だった。しかし、当時の滝尾駅の周辺には製糸工場、酒造所、醤油工場等があり、工場関係者が燃料とする石炭の運輸のために地元住民に働きかけて期成会を結成して陳情を行うとともに、用地を寄付して現在の位置に駅を誘致した。
1961年（昭和36年）に大分自動車専修学校が当駅の近くに移転してからは、学校の生徒で賑わった。

### 年表
- 1914年（大正3年）4月1日：鉄道院（後に日本国有鉄道）犬飼軽便線の大分 - 中判田駅間の開業に伴い開設[2][3][8]。
- 1928年（昭和3年）12月2日：路線名改称に伴い、豊肥本線の駅となる[2]。
- 1966年（昭和41年）4月1日：業務委託化[4]。
- 1971年（昭和46年）10月1日：貨物取扱廃止[9]、無人化[4][10]。
- 1987年（昭和62年）4月1日：国鉄分割民営化に伴い、九州旅客鉄道（JR九州）の駅となる[2][3]。
- 2012年（平成24年）12月1日：ICカード「SUGOCA」の大分地区でのサービス開始に伴い、当駅での供用を開始する[11]。
- 2018年（平成30年）3月17日：駅遠隔案内システム「ANSWER」を導入[5]。

## 駅構造
相対式ホーム2面2線を有する地上駅である。互いのホームは構内踏切で連絡している。
無人駅で出札口があるだけの駅舎（出札小屋）のほか、小屋の外に自動券売機がそれぞれ設置されている。この出札小屋は日豊本線の別府大学駅で使用していたものを当駅へ再利用したもので、新しく書き直された下に薄く「別府大学駅」の文字を確認することができる。
ICカード「SUGOCA」は入出場のみ対応しており、当駅でチャージや購入はできない。
ホームと出札小屋以外にはこれといった施設はなく、駅の付帯施設としては駐輪場と自動販売機があるのみである。なお、「JR 滝尾駅」の駅名看板は駐輪場部分に掲げられている。

### のりば
| のりば | 路線      | 方向 | 行先                               | 備考 |
| ------ | --------- | ---- | ---------------------------------- | ---- |
| 1      | ■豊肥本線 | 下り | 大分方面                           |      |
| 1      | ■豊肥本線 | 上り | 豊後竹田・宮地・肥後大津・熊本方面 |      |
| 2      | ■豊肥本線 | 上り | 豊後竹田・宮地・肥後大津・熊本方面 |      |

## 利用状況
2023年度の1日平均乗車人員は388人（前年度比 +54人）である。
| 1日平均乗車人員    | 1日平均乗車人員 |
| 年度               | 人数            |
| ------------------ | --------------- |
| 2000年（平成12年） | 267             |
| 2001年（平成13年） | 267             |
| 2002年（平成14年） | 282             |
| 2003年（平成15年） | 292             |
| 2004年（平成16年） | 275             |
| 2005年（平成17年） | 276             |
| 2006年（平成18年） | 289             |
| 2007年（平成19年） | 288             |
| 2008年（平成20年） | 298             |
| 2009年（平成21年） | 284             |
| 2010年（平成22年） | 279             |
| 2011年（平成23年） | 288             |
| 2012年（平成24年） | 304             |
| 2013年（平成25年） | 319             |
| 2014年（平成26年） | 330             |
| 2015年（平成27年） | 384             |
| 2016年（平成28年） | 408             |
| 2017年（平成29年） | 409             |
| 2018年（平成30年） | 395             |
| 2019年（令和元年） | 376             |
| 2020年（令和02年） | 307             |
| 2021年（令和03年） | 316             |
| 2022年（令和04年） | 334             |
| 2023年（令和05年） | 388             |

## 駅周辺

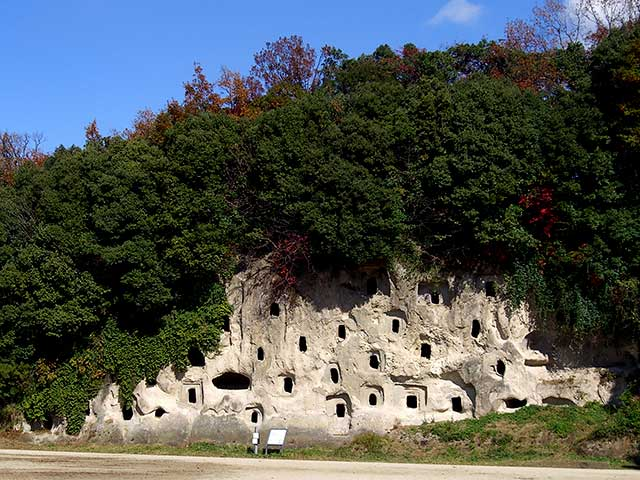
滝尾百穴横穴古墳群

駅正面側（北西側）には住宅地が広がる。裏側には碇山があり、碇山公園と熊野神社がある。その周囲には農地が広がっている。
- 碇山
- 曲石仏 - 大分県指定史跡
- 滝尾百穴横穴古墳群 - 大分市指定史跡
- 大分社
- 大分滝尾郵便局
- 大分市立滝尾小学校
- 大分市立森岡小学校
- 大分市立滝尾中学校
- 碇山温泉
- 大分自動車学校 - 徒歩15分
- 大分自動車道
- 大分県道56号中判田下郡線

## 隣の駅
九州旅客鉄道（JR九州）
■豊肥本線
■普通
大分駅 -（下郡信号場） - 滝尾駅 - 敷戸駅